# Schurmsee
Der Schurmsee ist ein zur Gemeinde Forbach im Nordschwarzwald gehörender Karsee zwischen Hundsbach und Schönmünzach.
Der auf einer Höhe von 794 m ü. NHN liegende See bedeckt eine Fläche von 1,6 Hektar und ist bis zu 13 Meter tief, der Wasserinhalt beträgt rund 180.000 Kubikmeter.
Von der 960 m hoch gelegenen Schurmseehöhe hat man einen guten Blick über den ganzen See, der auf einem Wanderweg umrundet werden kann. Der Normalweg zum Schurmsee verläuft auf einem breiten Forstweg von Schönmünzach aus, die Entfernung beträgt etwa vier Kilometer bei einem Höhenunterschied von rund 300 Meter.

## Schutzgebiete
Der See und die Ufergebiete von insgesamt 7,6 Hektar wurden 1985 zum Naturschutzgebiet Schurmsee erklärt. Um dieses Schutzgebiet herum wurde ein gleichnamiges, 153,7 Hektar großes Landschaftsschutzgebiet ausgewiesen. Die Wälder an den Steilhängen um den See sind zudem als Schonwald ausgewiesen. Der See und seine Umgebung sind ein Geotop. Zudem sind der See und seine Umgebung ein FFH-Gebiet sowie ein Vogelschutzgebiet gemäß der europäischen Naturschutzgesetzgebung Natura 2000.

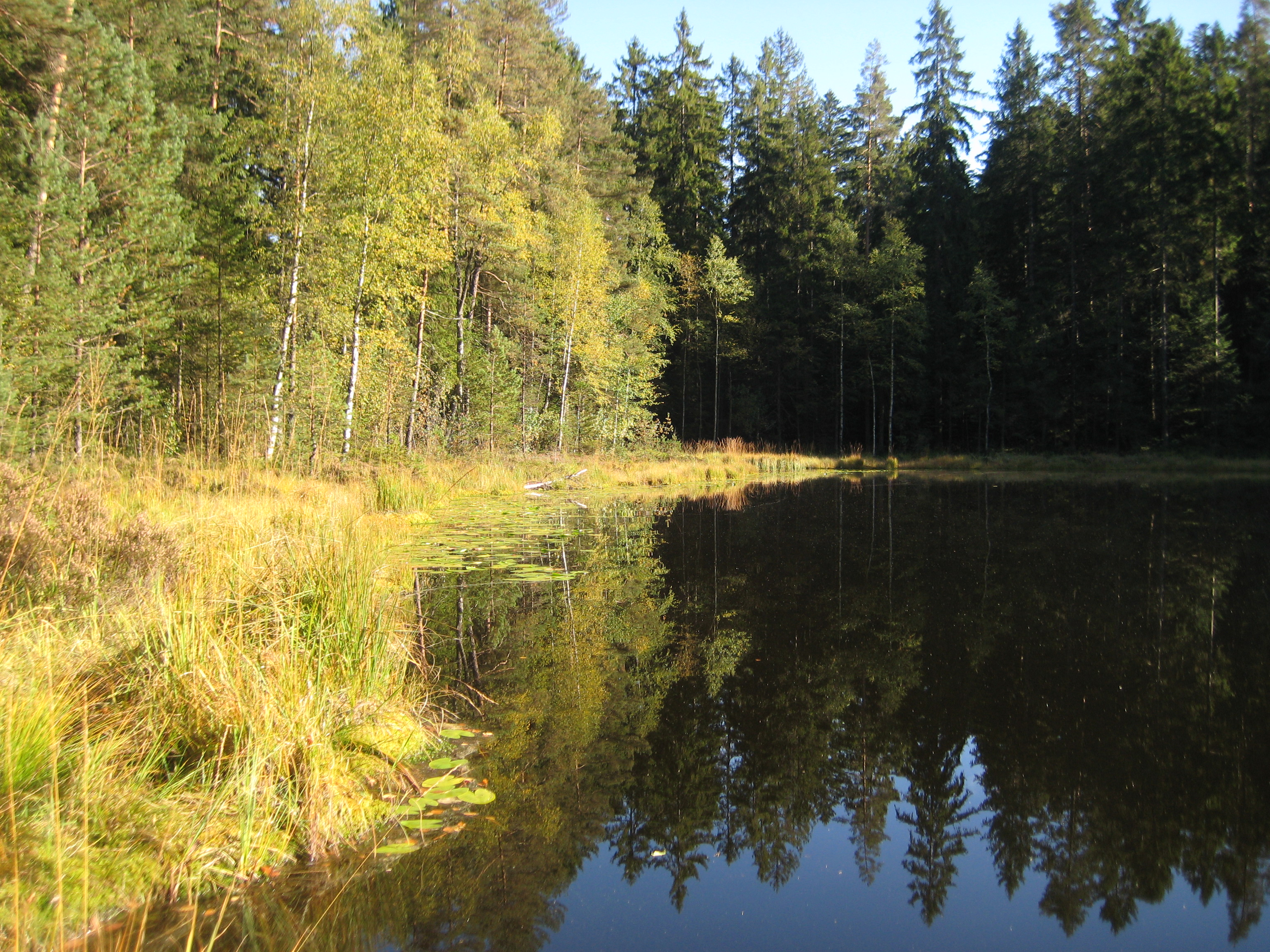
Schurmsee, Ufervegetation